# Cầu Vizcaya

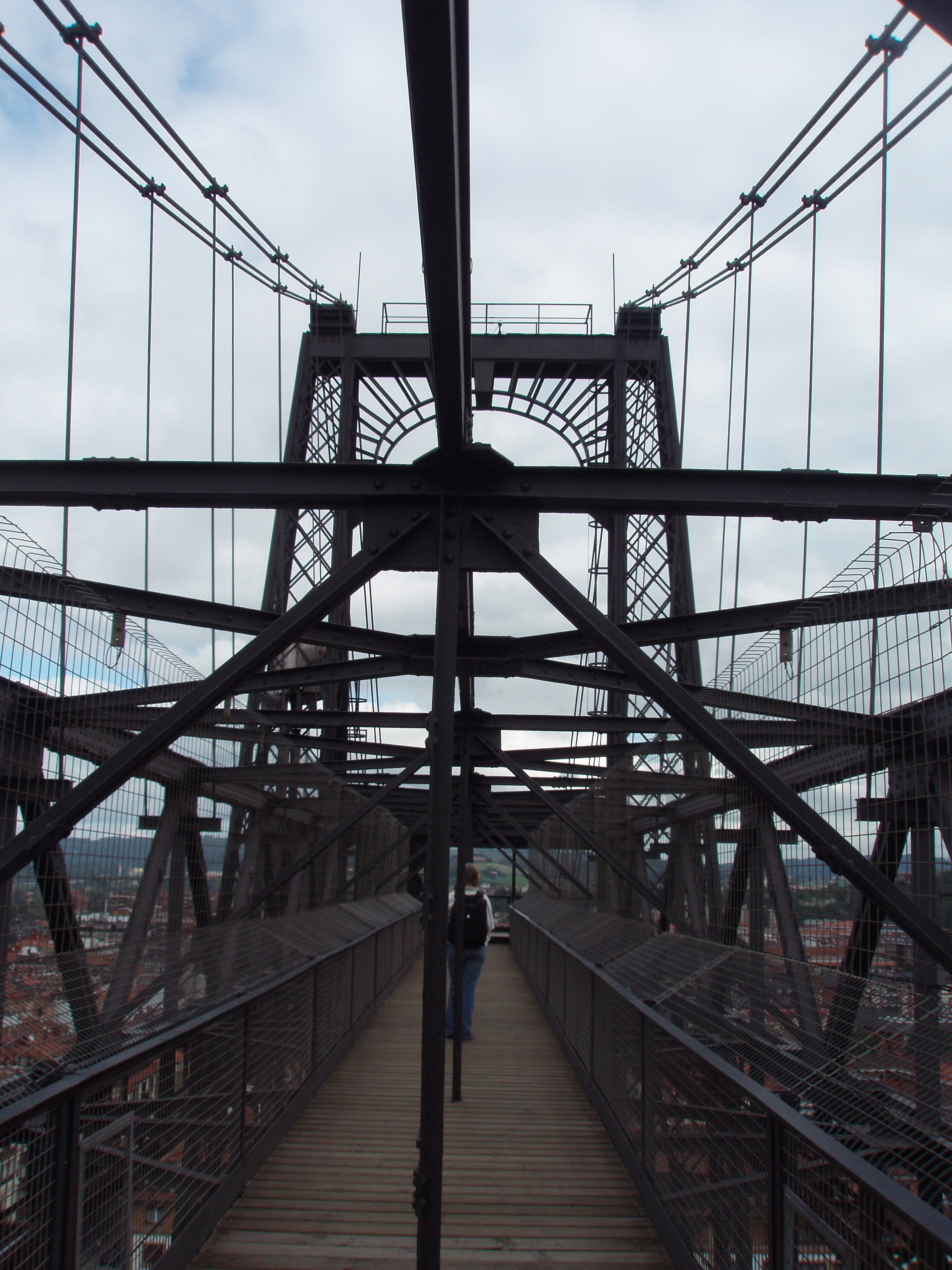
View along the top of the bridge

Cầu Vizcaya (tiếng Basque: Bizkaiko Zubia, tiếng Tây Ban Nha: Puente de Vizcaya), là một cầu chuyển tải bắc qua cửa sông Nervion, nối giao thông giữa các thành phố Portugalete và Las Arenas (một phần của thành phố Getxo) thuộc Bizkaia, xứ Basque, Tây Ban Nha.
Người dân trong vùng và cả trên trang chính thức thường gọi cầu này là Puente Colgante (nghĩa đen là "cây cầu treo", được sử dụng cho cây cầu treo trong tiếng Tây Ban Nha), mặc dù kết cấu của nó hoàn toàn khác biệt với cầu treo.

## Lịch sử
Cầu Vizcaya là cầu chuyển tải lâu đời nhất thế giới. Cầu được xây dựng năm 1893, do kỹ sư kiêm kiến trúc sư Alberto Palacio  - một đồ đệ của Gustave Eiffel - thiết kế. Đây là giải pháp tốt nhất cho vấn đề nối giao thông giữa 2 thành phố ở 2 bờ sông khác nhau, mà không làm gián đoạn giao thông đường thủy của cảng Bilbao và không cần phải xây dựng các cơ cấu đường dốc dài.
Việc vận hành cầu chỉ bị gián đoạn 4 năm, trong thời kỳ có cuộc Nội chiến Tây Ban Nha, khi phần trên của cầu bị phá bằng chất nổ dynamit. Từ nhà của mình ở thành phố Portugalete, Alberto Palacio có thể nhìn thấy công trình tuyệt tác của mình bị phá hủy một phần, ngay trước khi ông ta từ trần.
Ngày 13 tháng 7 năm 2006 cầu Vizcaya đã được UNESCO đưa vào danh sách di sản thế giới trong khóa họp thứ 30.

## Việc vận hành
Cầu Vizcaya, hiện vẫn còn sử dụng, dài 164 m có giỏ treo bên dưới (gondola) có thể chở được 6 xe hơi và nhiều chục hành khách trong 1 phút 30 giây.
Giỏ treo này vận hành mỗi 8 phút, suốt ngày đêm quanh năm, với khoảng cách thời gian từng chuyến khác nhau, tùy thuộc giờ giấc trong ngày (ban đêm thường ít chuyến hơn). Cước phí qua cầu được tính trong thẻ tín dụng giao thông (Creditrans) của hệ thống giao thông thành phố Bilbao.
Hiện nay mới lắp đặt thêm 2 thang máy ở mỗi cột đầu cầu (cao 50 m) để cho các người đi bộ qua nền cầu bên trên và từ đây họ có thể xem hải cảng và Vịnh Abra.

## Hình ảnh

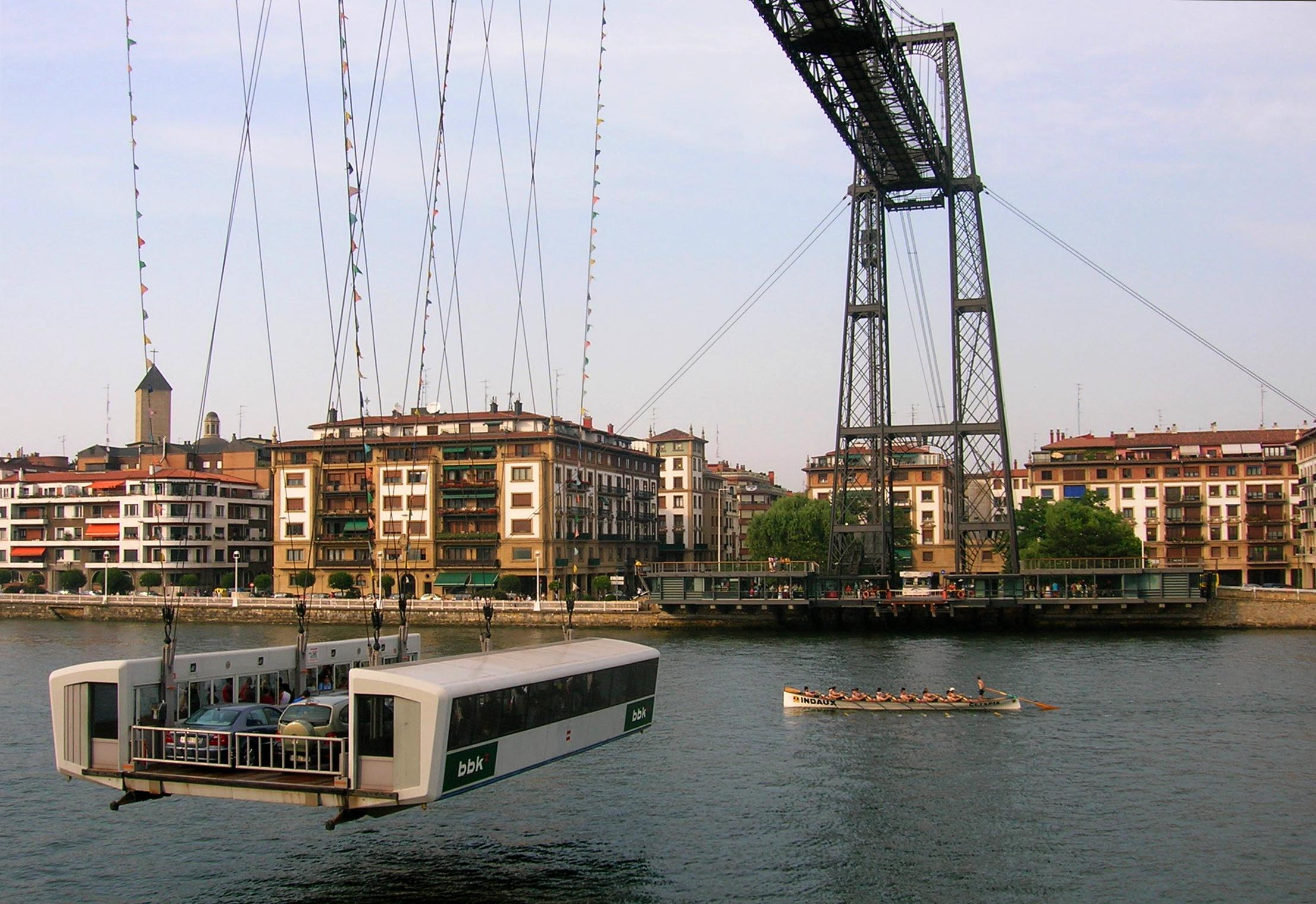
Cận cảnh của giỏ treo bên dưới.
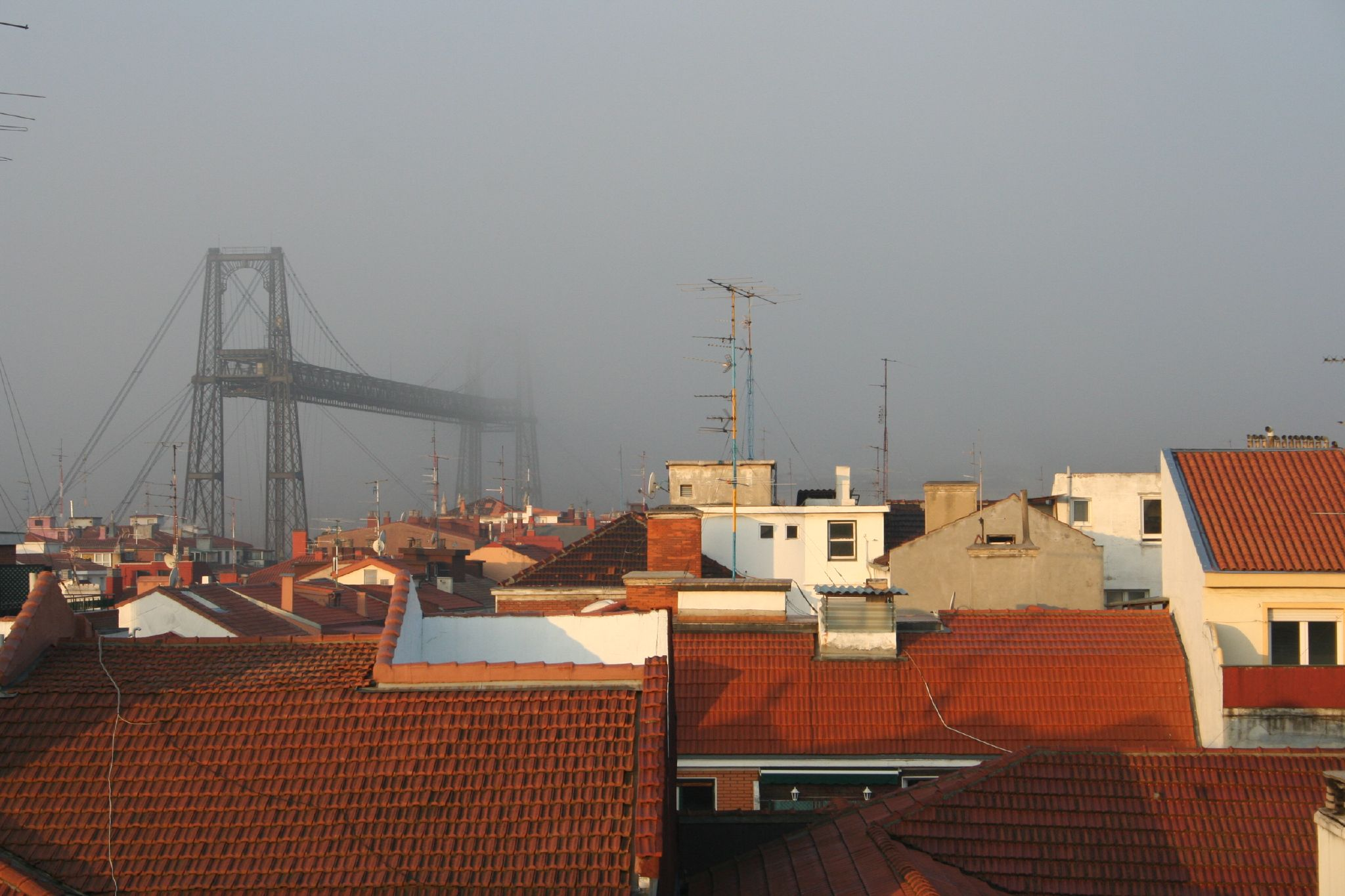
Cầu lẫn trong sương mù, nhìn từ thành phố Portugalete.